# ديبي مازار
ديبي مازار (بالإنجليزية: Debi Mazar) (ولدت في 13 أغسطس 1964) ممثلة وشخصية تلفزيونية أمريكية، كان أول ظهور تلفزيوني لها أوائل الثمانينيات وهي تؤدي رقصة «الهيب هوب». بدأت حياتها المهنية كراقصة إستعراضية في الأغنيات، حيث ظهرت في خمسة فيديوهات غنائية مع المطربة الأمريكية الشهيرة مادونا؛ وهم: (Papa Don't Preach ـ True Blue ـ Justify My Love ـ Deeper and Deeper ـ Music) كما شاركت مازار في العديد من الأدوار الصغيرة في أفلام الأصدقاء الطيبون (1990), وفيلم باتمان للأبد. وشاركت «ديبي مازار» في الجزء الثامن من المسلسل الأمريكي الشهير فريندز، قبل أن تنال فرصة المشاركة في دور رئيسي في مسلسل أنتوراج عام 2004.

## روابط خارجية
- ديبي مازار على موقع IMDb (الإنجليزية)
- ديبي مازار على موقع روتن توميتوز (الإنجليزية)
- ديبي مازار على موقع ألو سيني (الفرنسية)
- ديبي مازار على موقع تيرنر كلاسيك موفيز (الإنجليزية)
- ديبي مازار على موقع أول موفي (الإنجليزية)
- ديبي مازار على موقع قاعدة بيانات برودواي على الإنترنت (الإنجليزية)
- ديبي مازار على موقع قاعدة بيانات الأفلام السويدية (السويدية)
- ديبي مازار على موقع إن إن دي بي (الإنجليزية)
- ديبي مازار على موقع أول ميوزيك (الإنجليزية)
- ديبي مازار على موقع ديسكوغز (الإنجليزية)